# Vincenzo Meco
Vincenzo Meco (Corcumello di Capistrello, L'Aquila, Abruços, 1 d'octubre de 1940) és un ciclista italià, ja retirat, que fou professional entre 1962 i 1967.
El 1960 va ser convocat per prendre part als Jocs Olímpics d'Estiu de Roma, però la mort del seu germà una setmana abans de l'inici dels Jocs va impedir-ne la seva participació.
El 1962 passà al professionalisme amb l'equip San Pellegrino, dirigit per Gino Bartali. Ràpidament va obtenir bons resultats com un tercer lloc al Giro de Campània i diversos podis d'etapa al Giro de Sardenya. Durant el Giro d'Itàlia va vestir el mallot rosa de líder durant una etapa i va guanyar la catorzena etapa, marcada per una violenta tempesta de neu, gràcies a una llarga escapada.
A partir d'aquell moment els seus resultats no foren tant bons. El 1967, amb la dissolució de l'equip Max Meyer va posar fi a la seva carrera professional. El 1968 va instal·lar-se al Quebec, on continuà corrent a nivell amateur, guanyant les curses locals més importants.

## Palmarès
- 1962
  - 1r a la Coppa Cicogna
  - Vencedor d'una etapa al Giro d'Itàlia
- 1969
  - 1r a la Clàssica Mont-real-Québec
  - 1r al Tour de la Nouvelle-France i vencedor de 6 etapes
- 1971
  - 1r a la Clàssica Mont-real-Québec
- 1972
  - 1r a la Clàssica Mont-real-Québec

### Resultats al Giro d'Itàlia
- 1962. Abandona (16a etapa). Vencedor d'una etapa. Porta la maglia rosa durant 1 etapa
- 1964. Abandona
- 1965. Abandona

### Resultats a la Volta a Espanya
- 1963. Abandona